# Brocomagus

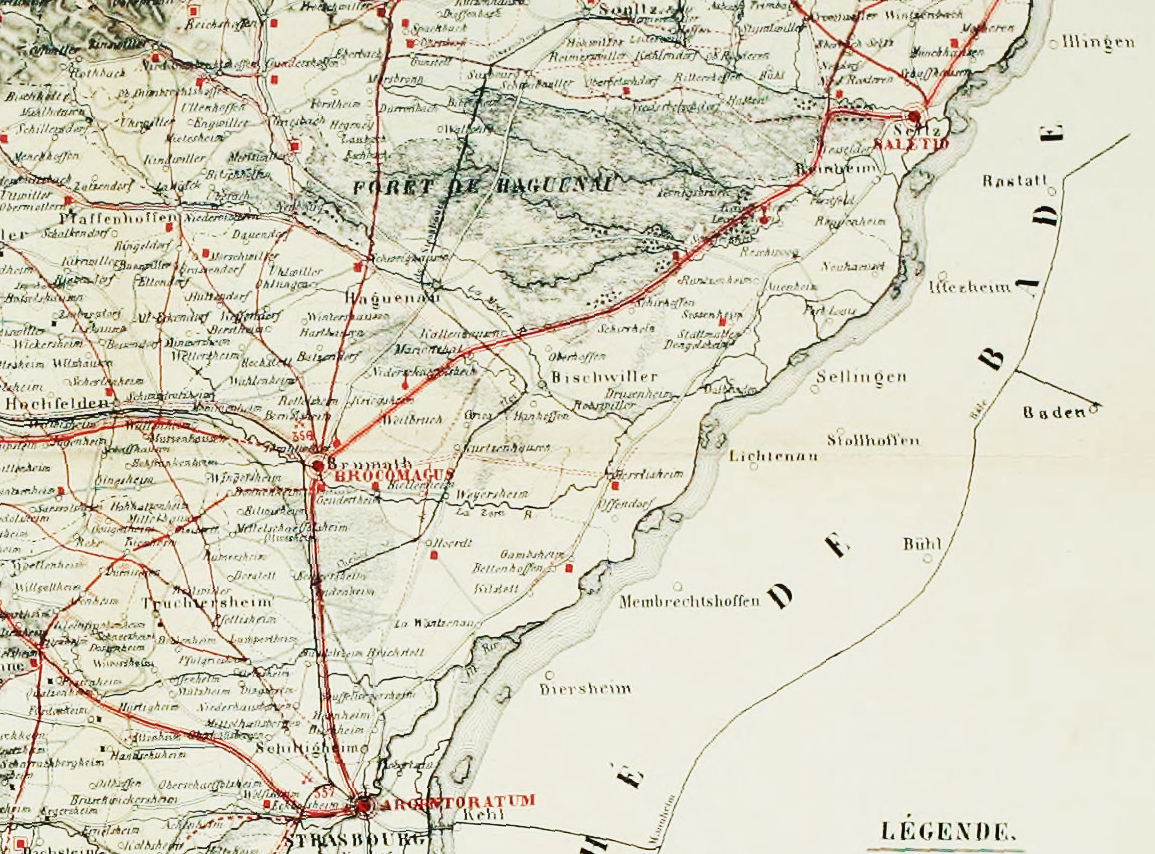

Brocomagus war ein römischer Vicus im heutigen Brumath (Elsass, Frankreich). Die Siedlung war Hauptort der Civitas Tribocorum.
Brocomagus befand sich an einem Trivium, einem Treffpunkt dreier Wege. Die nördliche Straße verlief nach Saletio (Seltz), die südliche nach Argentorate (Straßburg) und die westliche Route führte nach Tabernae (Saverne). Südlich des Vicus befand sich der Fluss Zorn.

## Name

Brocomagus in der Tabula Peutingeriana

Der Name Brocomagus erscheint erstmals im 2. Jahrhundert n. Chr. in der griechischen Variante Breucomagos in der Geographike Hyphegesis des Claudius Ptolemäus. Im 3. Jahrhundert taucht er im Itinerarium Antonini auf, einer Sammlung von Straßenstationen des Römischen Reichs. Ebenso findet die Stadt in der Tabula Peutingeriana aus dem 4. Jahrhundert Erwähnung. Der Name ist eine Komposition aus den beiden keltischen Wörtern brocco ‚Dachs‘ oder Broccos (ein in Gallien verbreiteter Personenname) und magos für ‚Markt, Feld, (Militär)Lager‘. Modernere Deutungen tendieren zu broco für ‚Punkt‘, im Sinne von ‚Dornenhecke, Busch, Grenze‘. Die gallische Ortsendung -magus fand sich auch in Ortschaften wie Remagen (Rigomagus) oder Dormagen (Durnomagus). Ein in Kauffenheim gefundener Leugenstein belegt Brocomagus als Hauptort der Triboker:

“C(aio) Valenti Hostiliano  Messio Q(u)into nobilissimo Cae(sari) c(ivitas) Trib(ocorum) a Vro(comago) l(eugas) […]”

„Gaius Valens Hostiliano Messius Quintus, dem edelsten Caesar, [gestiftet von der] Civitas Tribocorum, […] Leugen bis nach Brocomagus“

Mit der Nennung des Kaisers Hostilian kann der Stein in das Jahr 251 datiert werden. Brocomagus wird hier mit VRO abgekürzt und das V ersetzt das B.
Im Frühmittelalter finden sich in den Urkunden für Brumath Schreibweisen wie Brocmagad (770, 772) oder Bruouchmagad (889). Der Ort erhielt also zusätzlich noch das gallo-römische Suffix -ātum (eine Variante von -etum). Im Laufe des Mittelalters vereinfachte sich der Name mit dem Schwund des -c- und -g- zu Brumath. Namensgleichheit besteht mit dem französischen Ort Brommat (1065–1097 Brogmad) im Département Aveyron.

## Geschichte

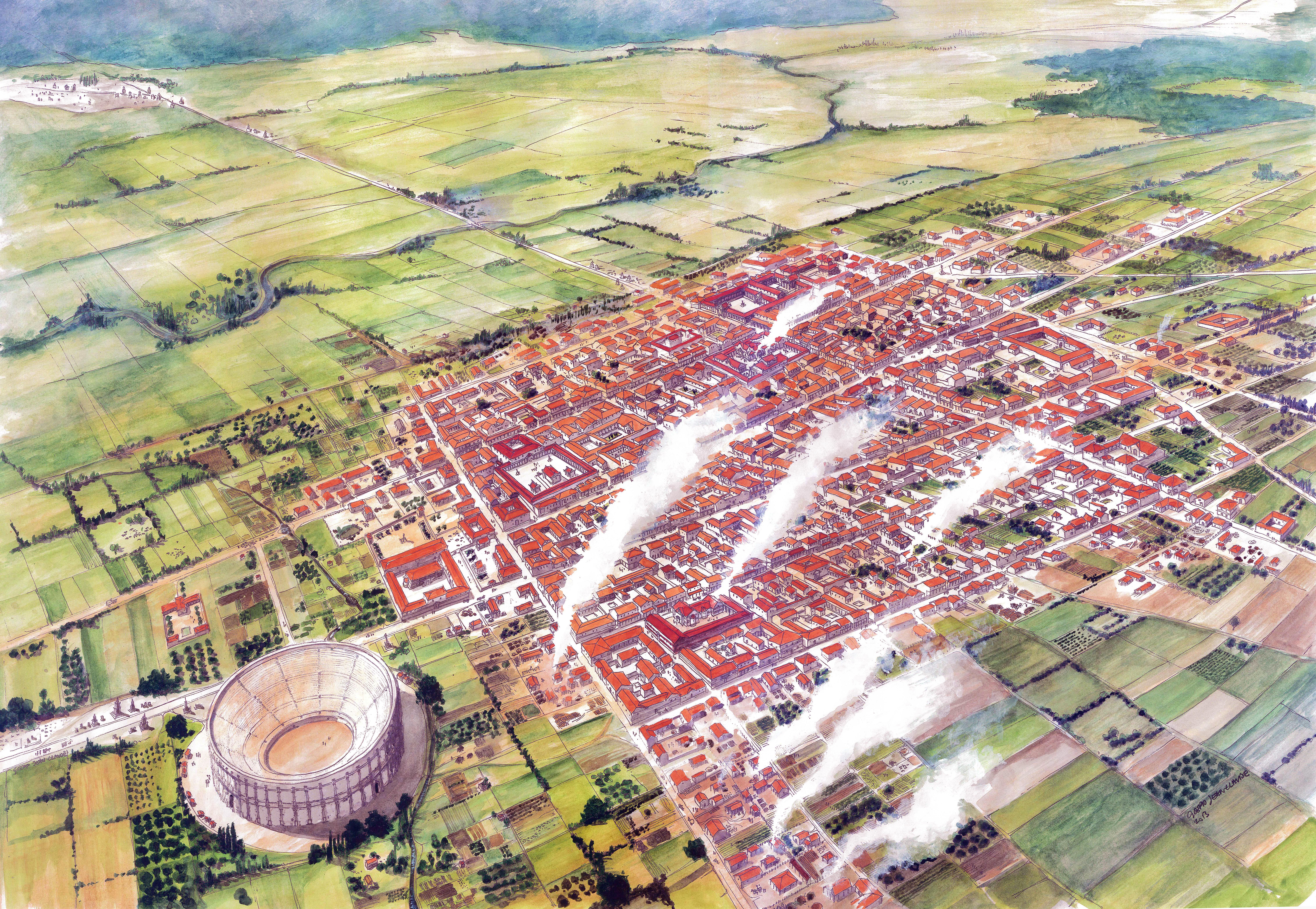
Brocomagus im 2. Jahrhundert

Nach aktuellem Wissenstand scheint Brumath von Anfang an von römischen Landvermessern organisiert worden zu sein. Eine keltische Vorgängersiedlung (Oppidum) konnte nicht nachgewiesen werden. Gegen Ende des 1. Jahrhunderts v. Chr. wurden im Zuge eines Besuchs des Kaisers Augustus mehrere Städte im Rheintal gegründet, darunter Brocomagus.
Die Bewohner sind sowohl kulturell als auch namentlich gallisch geprägt. Gemäß einer Analyse einer Steininschrift aus dem späten 3. Jahrhundert (CIL XIII, 6013) mit 13 Personennamen haben mehr als die Hälfte einen traditionellen keltischen Namenstyp, welcher noch den Namen des Vaters beinhaltet. Ebenso tauchen in dieser Inschrift auch Freigelassene ausländischer Herkunft und Gallier aus anderen Regionen auf.
Der spätantike Geschichtsschreiber Ammianus Marcellinus zählt Brocomagus zu den Städten, die 352 bei einem Einfall der Alamannen verwüstet und von diesen bis 357 besetzt gehalten wurden. Nach der siegreichen Schlacht von Argentoratum konnte der spätere Kaiser Julian die Region wieder unter römische Kontrolle bringen. Es wird diskutiert, ob der Verwaltungssitz der Civitas gegen Ende des 4. Jahrhunderts in den Schutz der Mauern des Lagers Argentorate (Straßburg) verlegt wurde. So bestand Anfang des 5. Jahrhunderts ein Verteidigungsnetzwerk, welches unter der Leitung eines Comes tractus Argentoratensis organisiert wurde und mit diversen Befugnissen ausgestattet war. Ab dieser Zeit sind die archäologischen Spuren nur noch schwer zu erfassen. Trotzdem war die Stadt in dieser Zeit bis ins Hochmittelalter keineswegs verlassen. Eine Gruppe von Plattengräbern entlang der Straße nach Saverne stammen möglicherweise aus der Merowingerzeit. Ebenso wurden Gräber und Töpferwaren aus der Karolingerzeit gefunden.

## Städtischer Aufbau
Brocomagus wurde entsprechend dem orthogonalen Grundriss des Kolonialtyps errichtet und besaß eine Fläche von zirka 35 ha. Die Siedlung hatte die Form eines regelmäßigen Vierecks, mit einer Ost-West-Ausdehnung von 740 m und einer Nord-Süd-Ausdehnung von 470 m. Innerhalb dieses Musters gab es einen decumanus maximus (Ost-West-Richtung) und einen cardo maximus (Nord-Süd-Richtung) sowie dreißig Wohnblöcke (insulae), welche ungleichmäßige Flächen aufwiesen. Nördlich der Hauptstraße besaß eine Insula eine Fläche von etwa 110 m × 60 m und südlich davon rund 110 m × 40 m. Archäologische Untersuchungen aus dem Jahr 1973 zeigten, dass der Cardo ursprünglich eine Breite von 5 m hatte und von Gräben und Gehwegen mit einer Breite von etwa 3 m gesäumt war. Im Vergleich dazu waren die Seitenstraßen, die die Viertel voneinander trennten, viel schmaler. Die Kreuzung des Cardo Maximus mit dem Decumanus Maximus befindet sich heute an der Kreuzung der Rue J.-Kable und der Rue du général Rampont. Der Decumanus war bis zum Verlassen der Stadt von einer großen Freiluft-Jauchegrube umgeben, welche schließlich in den Fluss Zorn mündete.
Die Töpferwerkstätten erstreckten sich über den gesamten Nordostteil der Stadt, während sich in deren Nähe entlang der Straße nach Seltz die Thermalbäder befanden. Das Caldarium maß 8,80 m × 15 m und das Tepidarium 8,70 m × 15 m. Überreste eines Aquädukts, über das im 19. Jahrhundert berichtet wurde, deuten darauf hin, dass es eine Wasserversorgungsleitung für die Stadt und die Thermalbäder gab.
Das Forum, das Zentrum des städtischen Lebens, befand sich nach bisherigem Wissen südöstlich der zentralen Kreuzung. Hier wurden Überreste öffentlicher Gebäude entdeckt, darunter Skulpturenfragmente und Altäre. Entlang der Hauptstraßen war die wirtschaftliche Aktivität besonders ausgeprägt. Am westlichen Rand des Cardo befand sich beispielsweise ein Keramikwarengeschäft, das importierte Waren aus Zentralgallien und eine breite Auswahl an Öllampen anbot. In der Nähe des heutigen Place de l’Aigle gab es eine Schmiede, in der verschiedene Tischler- und Bauernwerkzeuge hergestellt wurden. Außerdem gab es in Brocomagus mehrere Bronzewerkstätten, die eine Vielzahl von Produkten herstellten, vermutlich auch für vorbeiziehende Kunden.
Obwohl die Struktur an eine klassische römische Stadt erinnerte, waren die Gebäude größtenteils in gallischer Tradition mit Fachwerk und Lehmpaneelen errichtet. In der Regel konnten nur die tief liegenden Keller archäologisch untersucht werden. Die aufwendigsten Keller, die vermutlich zu den wohlhabenderen Häusern gehörten, befanden sich oft an den Ecken der Insulae. Der Zugang erfolgte entweder von der Rückseite des Hauses über Treppen oder häufig über Rampen. Die geringe Verwendung von Stein als Baumaterial kann auch aufgrund der weiten Entfernung von 15 km zum nächsten Steinbruch erklärt werden.
Wie in römischen Städten üblich, lagen die Friedhöfe entlang der Ausfallstraßen aus der Stadt. Ein südliches Gräberfeld befand sich am heutigen Standort von Stephansfeld. Wahrscheinlich um die Wende vom 3. zum 4. Jahrhundert wurde eine umgebende Mauer errichtet, die von Halbtürmen flankiert wurde. Davon übrig geblieben ist nur ein tiefer, breiter Graben.

## Fundobjekte

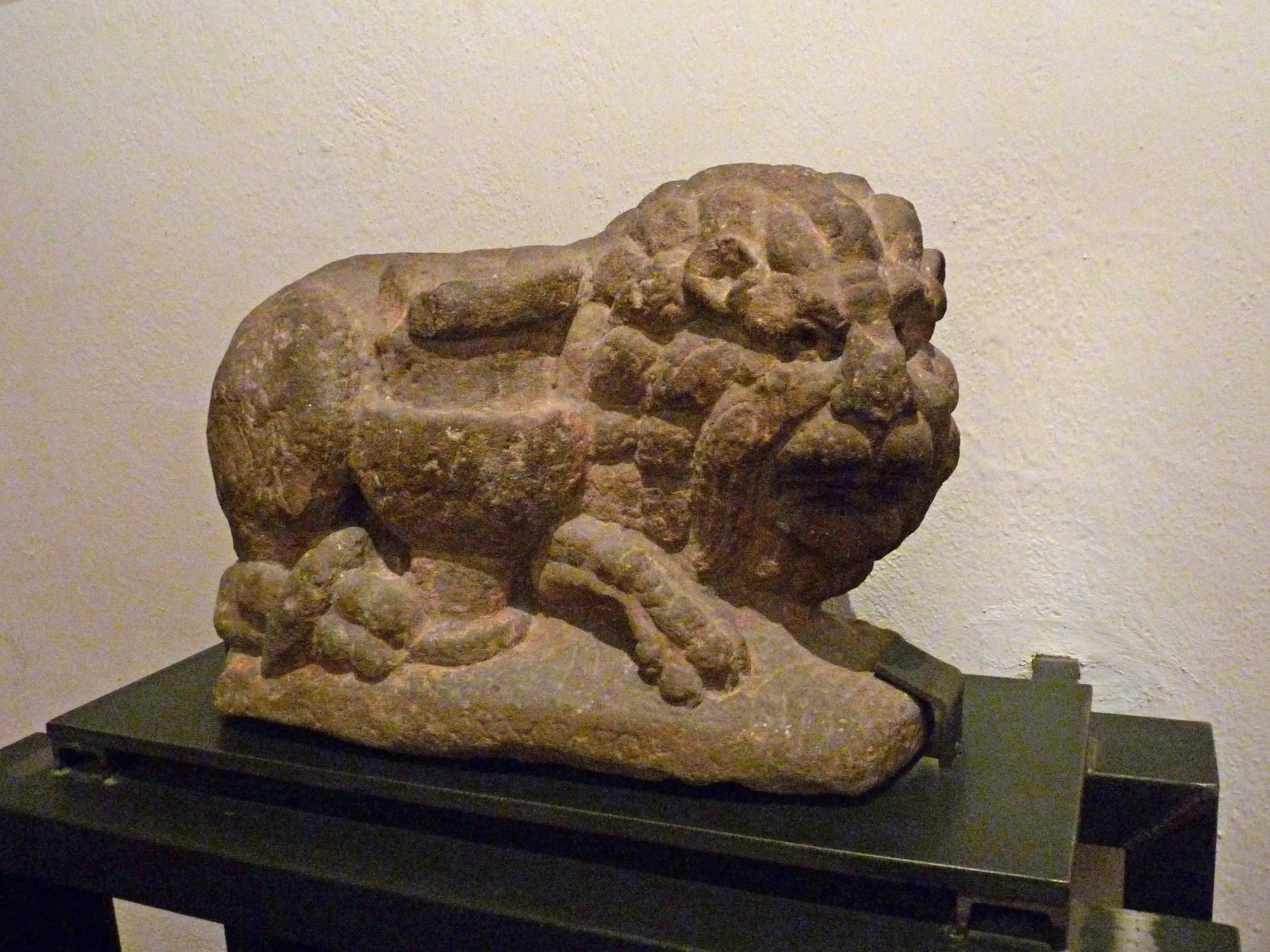
Löwe mit Urne

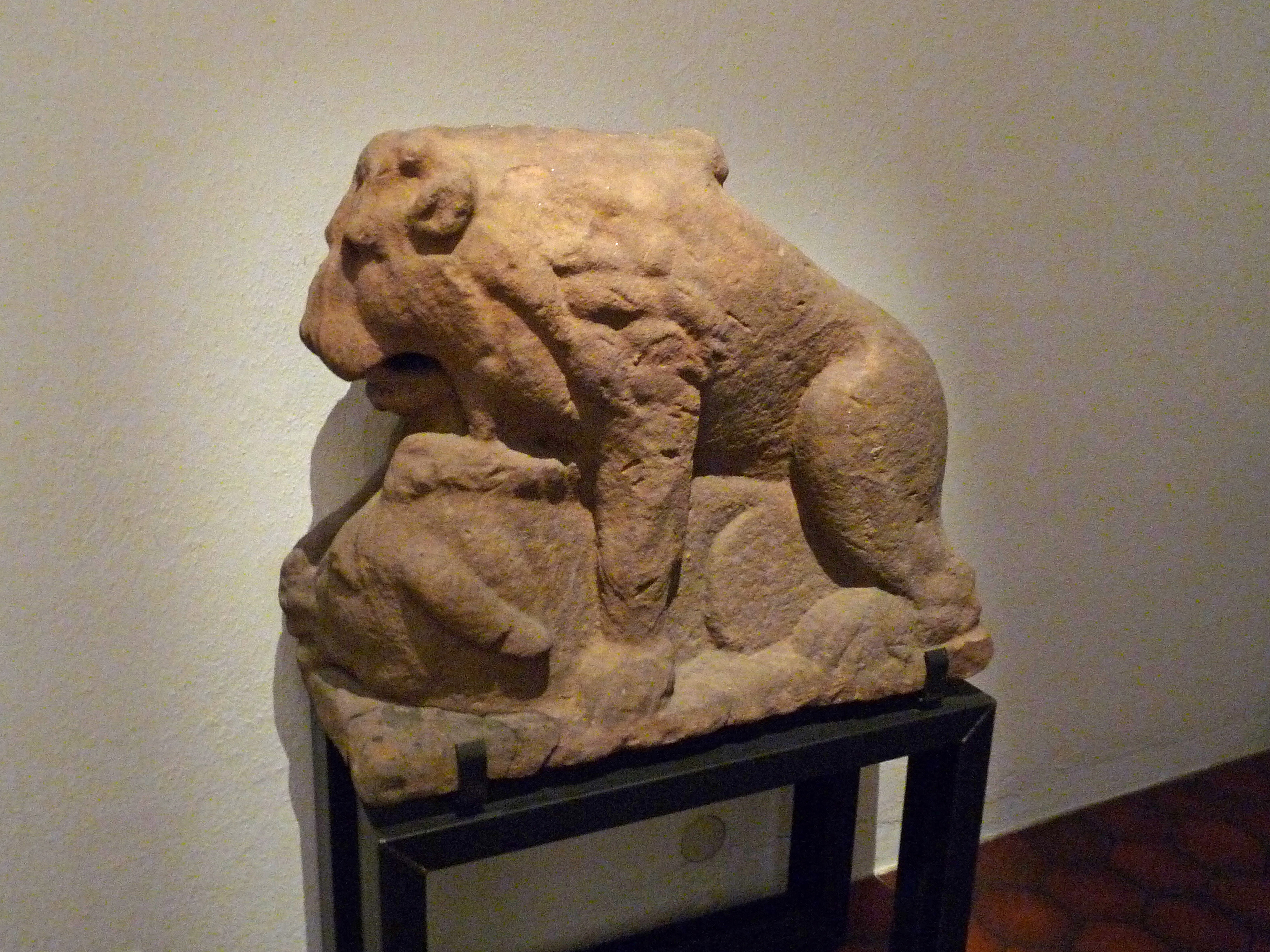
Löwe, der einen Esel überwältigt

1735 entdeckte man im Keller eines Hauses einen Leugenstein. Dieser wurde ins damalige archäologische Museum in Straßburg gebracht und ging 1870 in einem Brand verloren. Die Inschrift lautete:

“Imp(eratori) Caes(ari) Publio Licinio Valeriano pio  felici invicto Augusto civ(itas) Tribocorum”

„(Gewidmet) dem frommen, glücklichen, unbesiegtem Kaiser Caesar Publius Licinius Valerianus, (von der) Civitas Tribocorum“

Die Nennung des Kaisers lässt den Stein in die Jahre 253 bis 260 datieren.
Zu den religiösen Reliefs zählen z. B. ein runder Löwe, der eine Urne bewacht, mit dem Text Tertius ex-voto. Es handelt sich hierbei wahrscheinlich um ein Motiv des Mithras-Kults.
Ein kleines Flachrelief zeigt eine Figur mit Hirschbeinen zwischen zwei Säulen mit der Inschrift ERVMO. Möglicherweise handelt es sich hierbei um eine Erscheinungsvariante des keltischen Gottes Esus und würde noch von der Verbundenheit der Bevölkerung mit der alten Kultur zeugen. Besondere Bedeutung scheint in Brocomagus, sowie in der nördlichen und östlichen Umgebung, die Gottheit Mars gehabt zu haben, der mit dem indigenen Gott Teutates gleichgesetzt wird. Hierbei handelt es sich wohl um eine lokale kulturelle Eigenheit der Triboker, während jenseits der Vogesen und in Argentorate die Gottheiten Merkur und Epona in den Vordergrund gestellt wurden.
Ebenso fand man einen Zwischensockel einer Jupitergigantensäule, der die Inschrift trug „I(ovi) O(ptimo) M(aximo) et Junoni Regi[na]e Lucinius Victurus ex voto“. Auf der Rückseite befanden sich Darstellungen der Dioskuren und einer Göttin (vermutlich Fortuna) mit einem Genius. Dieser Stein wurde bei einem Brand 1870 zerstört.
Die Fundstücke sind heute im Musée archéologique de Strasbourg oder Musée archéologique de Brumath ausgestellt.